# Friedrich Hoeth
Friedrich Hoeth (* 24. August 1931 in Wuppertal; † 1. Juni 1981 in Olfen) war ein deutscher Psychologe und Gestalttheoretiker.
Hoeth gehörte zu den Schülern und Mitarbeitern des Gestaltpsychologen Edwin Rausch an der Universität Frankfurt. 1965 promovierte er bei Rausch mit einer wahrnehmungspsychologischen Forschungsarbeit über stroboskopische Alternativbewegungen (siehe Phi-Phänomen). 1975 erhielt Hoeth eine Professur für Psychologie an der Technischen Universität Darmstadt und folgte im Jahr 1978 einem Ruf an die Universität Dortmund, an der er bis zu seinem Tod lehrte. Zu seinen Forschungsschwerpunkten zählte die Herausbildung und Rolle von sozialen Wertvorstellungen, Vorurteilen und Stereotypen, einschließlich ihrer Rolle in der psychologischen Diagnostik, in der Umfrageforschung und in Prüfungssituationen an Hochschulen.
Hoeth war Schriftgutachter im Habilitationsverfahren von Kurt Guss (Gestalttheorie und Epistemologie) und betreute eine Reihe von Dissertanten, darunter Hans-Jürgen Walter (Psychotherapie) und Hellmuth Metz-Göckel (Gedächtnispsychologie), die sich einen Namen in der Fortführung der gestaltpsychologischen Forschungs- und Anwendungstradition machten.
1978 war Hoeth einer der Mitbegründer der internationalen Gesellschaft für Gestalttheorie und ihre Anwendungen (GTA).

## Publikationen von und über Friedrich Hoeth
- (mit Edwin Rausch, Wilfried Reisse & Isolde Meyer) Kommunikationsstruktur und Gruppenleistung. Affektive Spannungen und Leistungsminderung als Folge von Fehlerwartungen der Gruppenmitglieder. Psychologische Forschung, 28 (1965), 598–615.
- (mit Genoveva Kucklick & William E. Simmat) Experimentelle Untersuchungen zum Problem des "guten" Eindrucks. Zeitschrift für Experimentelle und Angewandte Psychologie, 12(1), 1965, 59–85.
- Gesetzlichkeit bei stroboskopischen Alternativbewegungen. Frankfurt, Verlag Waldemar Kramer: 1966
- (mit Renate Büttel und Hugo Feyerabend) Experimentelle Untersuchungen zur Validität von Persönlichkeitsfragebogen (PDF-Datei; 1,94 MB). Psychologische Rundschau, 18(1967), 169–184.
- Variabilität und Konstanz als phänomenologische Kategorien. Gestalt Theory 1(1/1979), 19–25.
- Zur Sozialpsychologie des Hochschulprüfers. Gruppendynamik 10 (1979), 231–248.
- Zur Diskussion des Prägnanzbegriffes. Gestalt Theory 3(3–4/1981), 200 – 206.
- (mit Viktoria Tholey) Sozialstereotype : Analyse sozialer Wertvorstellungen unter Berücksichtigung ihrer Bedeutung für die psychologische Diagnostik und die empirisch-psychologische Umfrageforschung. Stuttgart: Enke 1983 (ISBN 3-432-93281-2).
- (mit Siegfried Preiser) Anwendungsgebiete der Sozialpsychologie: Betrieb. Erlangen: FIM Psychologie.
- Paul Tholey: Friedrich Hoeth (Nachruf). Gestalt Theory 3(3–4/1981), 163 – 166.